# 예미스타
예미스타(그리스어: γεμιστά)는 그리스의 소를 넣은 음식이다. 주로 소를 넣은 채소를 일컫지만, 담치류나 오징어 등 해산물에 소를 넣어 만든 음식을 일컫기도 한다.

## 이름
그리스어 "예미스타(γεμιστά)"는 "소를 넣은, 채운, 가득한"이라는 뜻의 형용사 "예미스토스(γεμιστός)"의 중성 복수 형태이다. 명사로 쓰일 때는 보통 "소를 넣은 채소"를 뜻한다.

## 사진

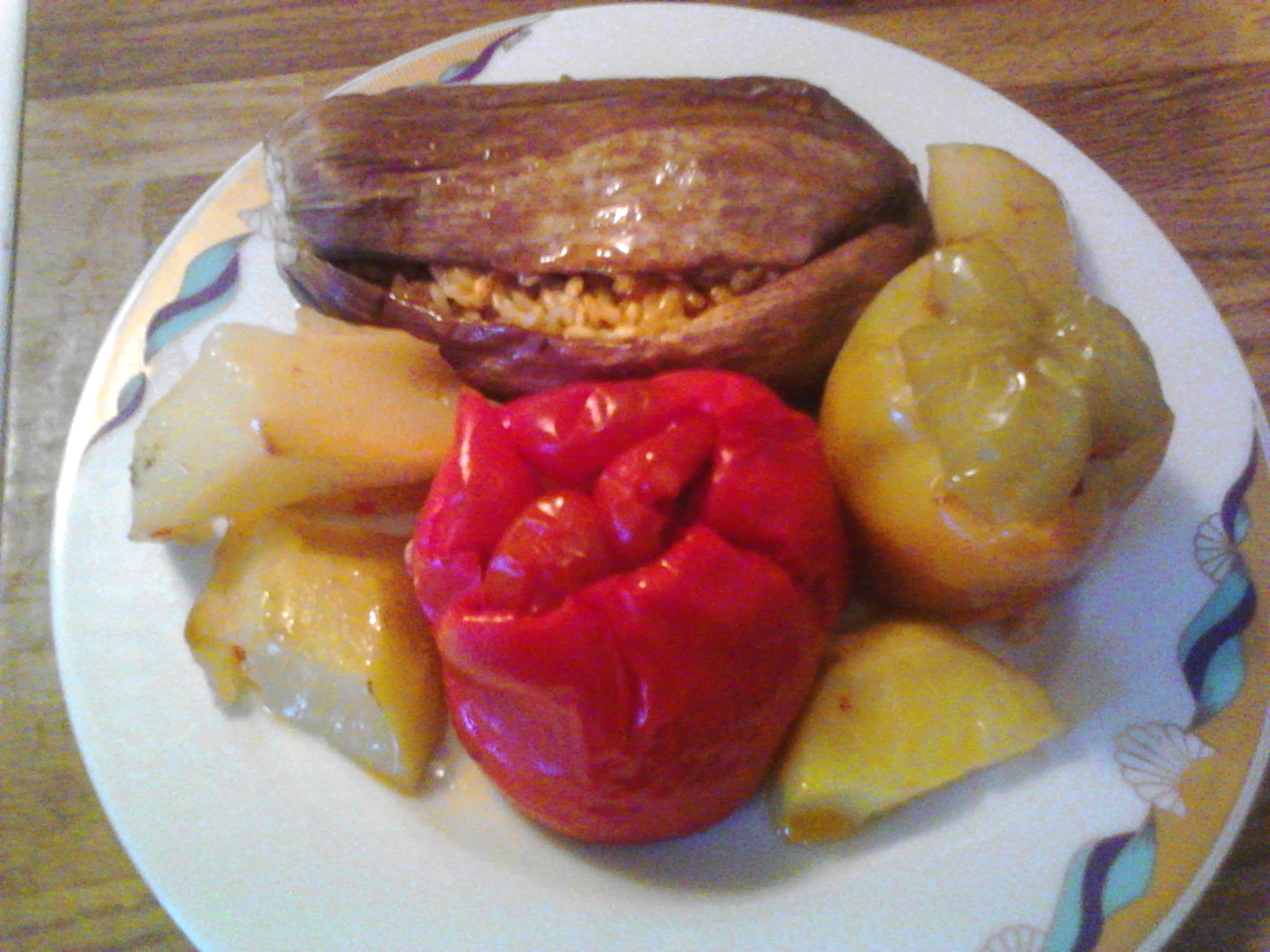
예미스타

## 같이 보기
- 돌마
- 마흐시
- 파르시